# شركة شنايدر الوطنية
شركة شنايدر الوطنية المحدودة  هي مزود لخدمات حمولة الشاحنات والوسائط المتعددة والخدمات اللوجستية.

## التاريخ
تأسست في عام 1935 علي يد آل شنايدر. يقع المقر الرئيسي لشنايدر في جرين باي، ويسكونسن. أصبح دون شنايدر رئيس للشركة في 9 فبراير 1976، وشغل هذا المنصب لمدة 27 عامًا. في عام 2002، تم تعيين كريستوفر لوفغرين الرئيس الثالث للشركة والمدير التنفيذي.
بدأت شنايدر التداول في بورصة نيويورك في 6 أبريل 2017؛ قرعت إدارة الشركة جرس الافتتاح. كان للسهم طرح عام أولي قدره 19.50 دولارًا للسهم.